# ماری ملکه اسکاتلند (فیلم ۲۰۱۸)
ماری ملکهٔ اسکاتلند (به انگلیسی: Mary Queen of Scots) یک فیلم درام تاریخی بریتانیایی-آمریکایی به کارگردانی جوزی رورک و نویسندگی بو ویلیمن است. در این فیلم بازیگرانی همچون سیرشا رونان در نقش ماری، ملکه اسکاتلند، و مارگو رابی در نقش الیزابت یکم انگلستان دختر دائی پدر ماری، در کنار دیوید تننت، جک لودن، مارتین کامپستن، جو آلوین، برندن کویل و گای پیرس ایفای نقش می‌کنند. نخستین نمایش جهانی فیلم در تاریخ ۱۵ نوامبر ۲۰۱۸ و در آخرین شب جشنواره اِی‌اف‌آی بود، و سپس توسط فوکس فیچرز در ۷ دسامبر ۲۰۱۸، در ایالات متحده اکران شد.

## بازیگران
- سیرشا رونان در نقش ماری، ملکهٔ اسکاتلند
- مارگو رابی در نقش ملکه الیزابت یکم، دختر عموی ماری، ملکهٔ اسکاتلند، و ملکهٔ انگلستان و ایرلند
- دیوید تننت در نقش جان ناکس، روحانی پروتستانی
- گای پیرس در نقش ویلیام سیسیل
- جک لودن در نقش هنری استوارت / لرد دارنلی، دومین همسر ماری، ملکهٔ اسکاتلند
- جو آلوین در نقش رابرت دادلی، مشاور و معشوقه ملکه الیزابت
- جما چان در نقش الیزابت هاردویک
- مارتین کامپستن در نقش ارل بوتول، سومین همسر ماری، ملکهٔ اسکاتلند
- برندن کویل در نقش متیو استوارت، پدر لرد دارنلی
- ایان هارت در نقش لرد میتلند
- ادرین لستر در نقش توماس راندولف